# Medio rural

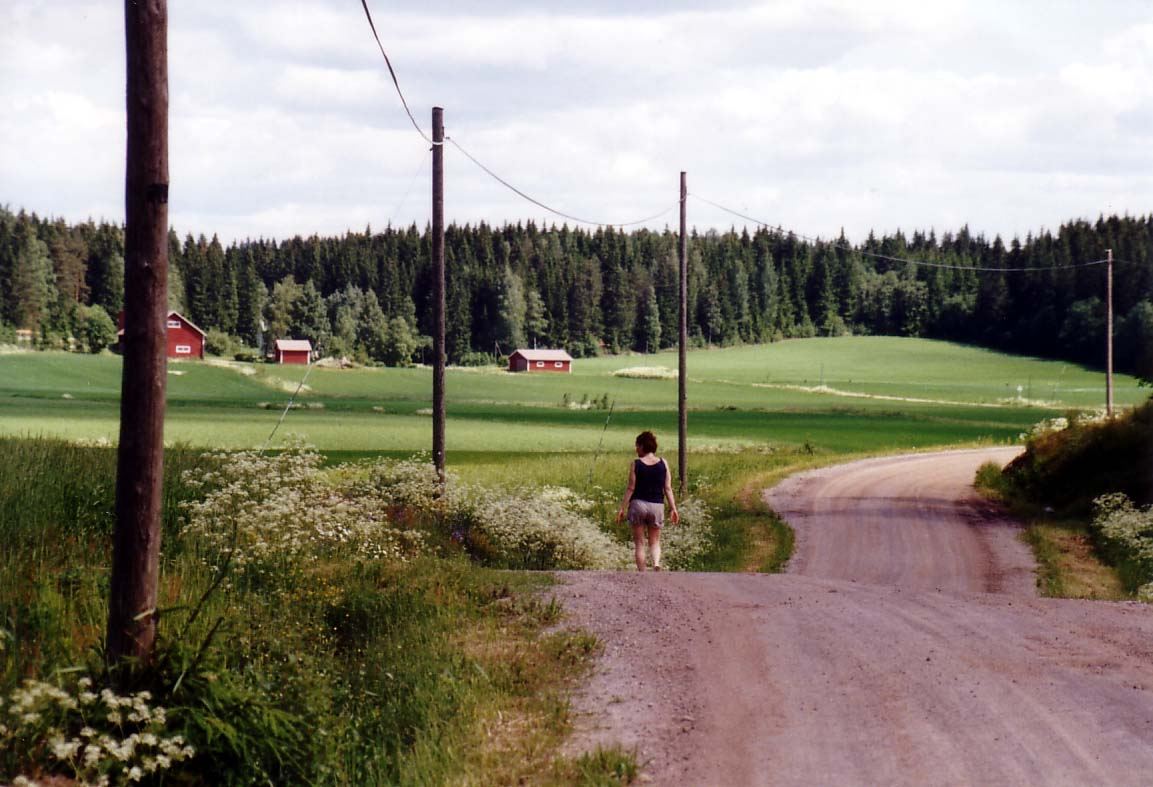
Una mujer camina por un camino en Lappeenranta, en Finlandia.

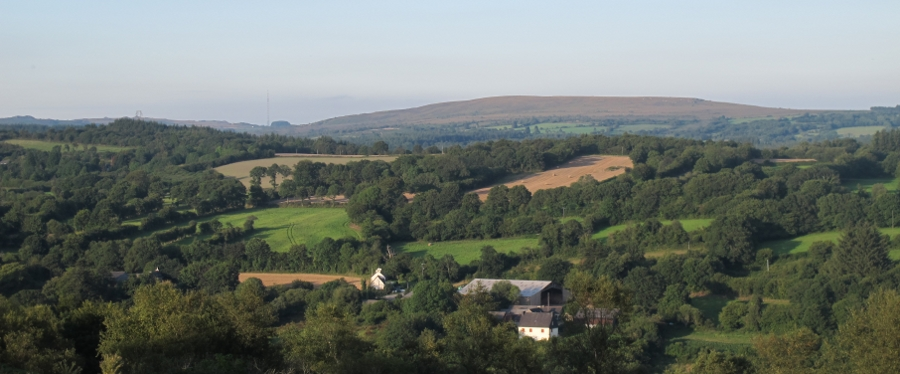
Paisaje de bocage en Bretaña.

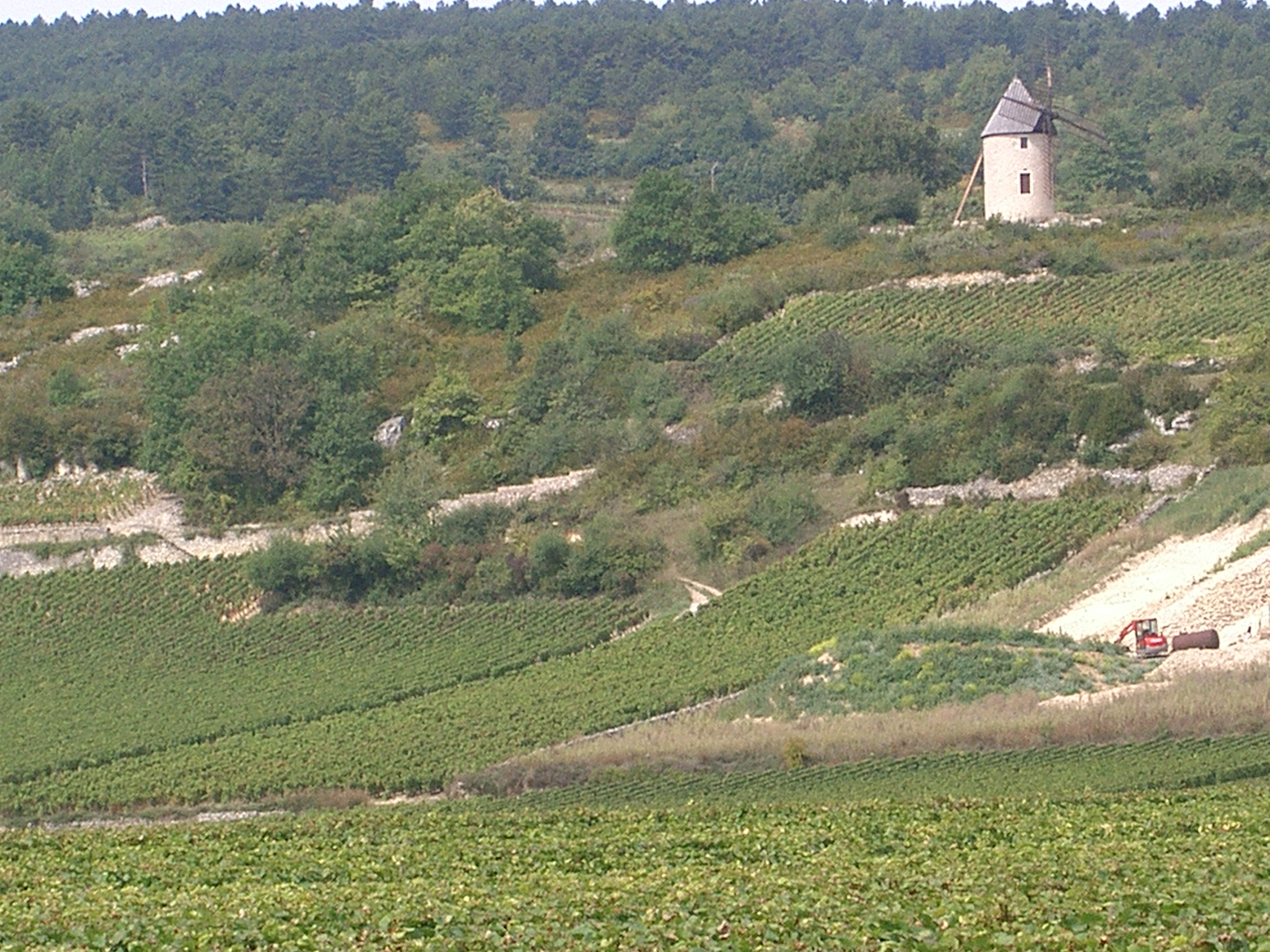
Paisaje rural con viñedos, molino y bosque en Borgoña.

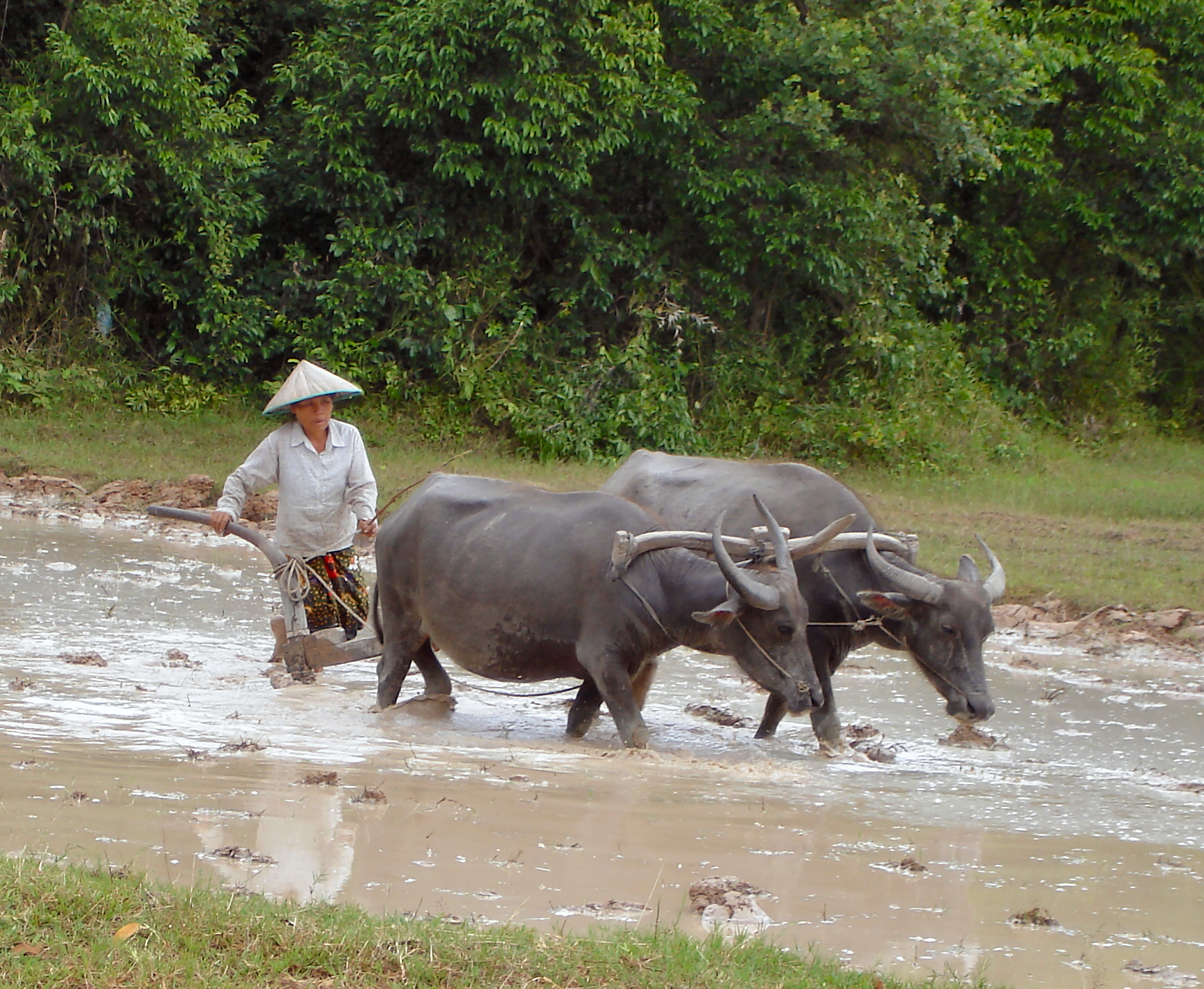
Ricicultura tradicional en Camboya.

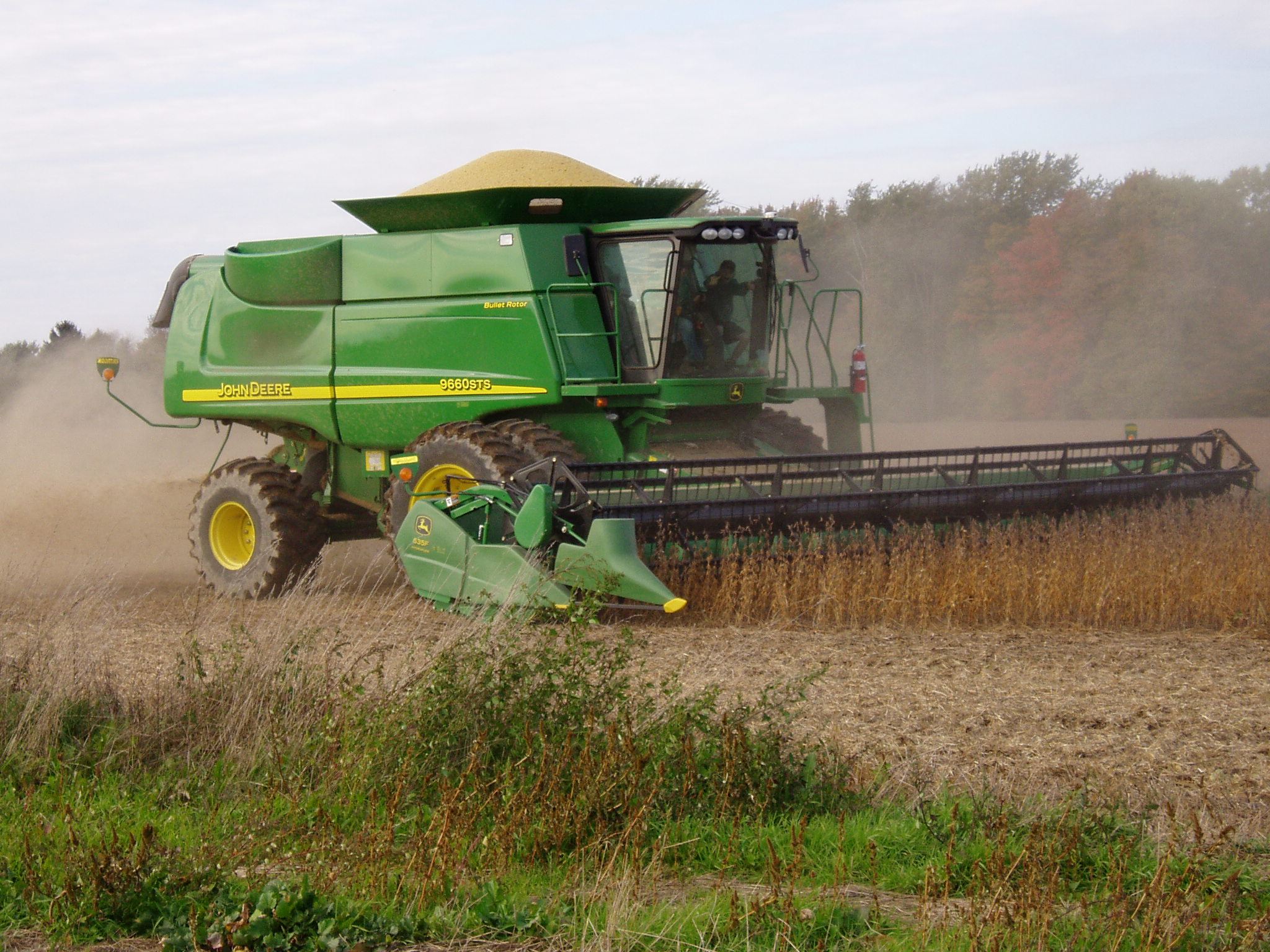
Cosecha mecanizada de la soja en Míchigan.

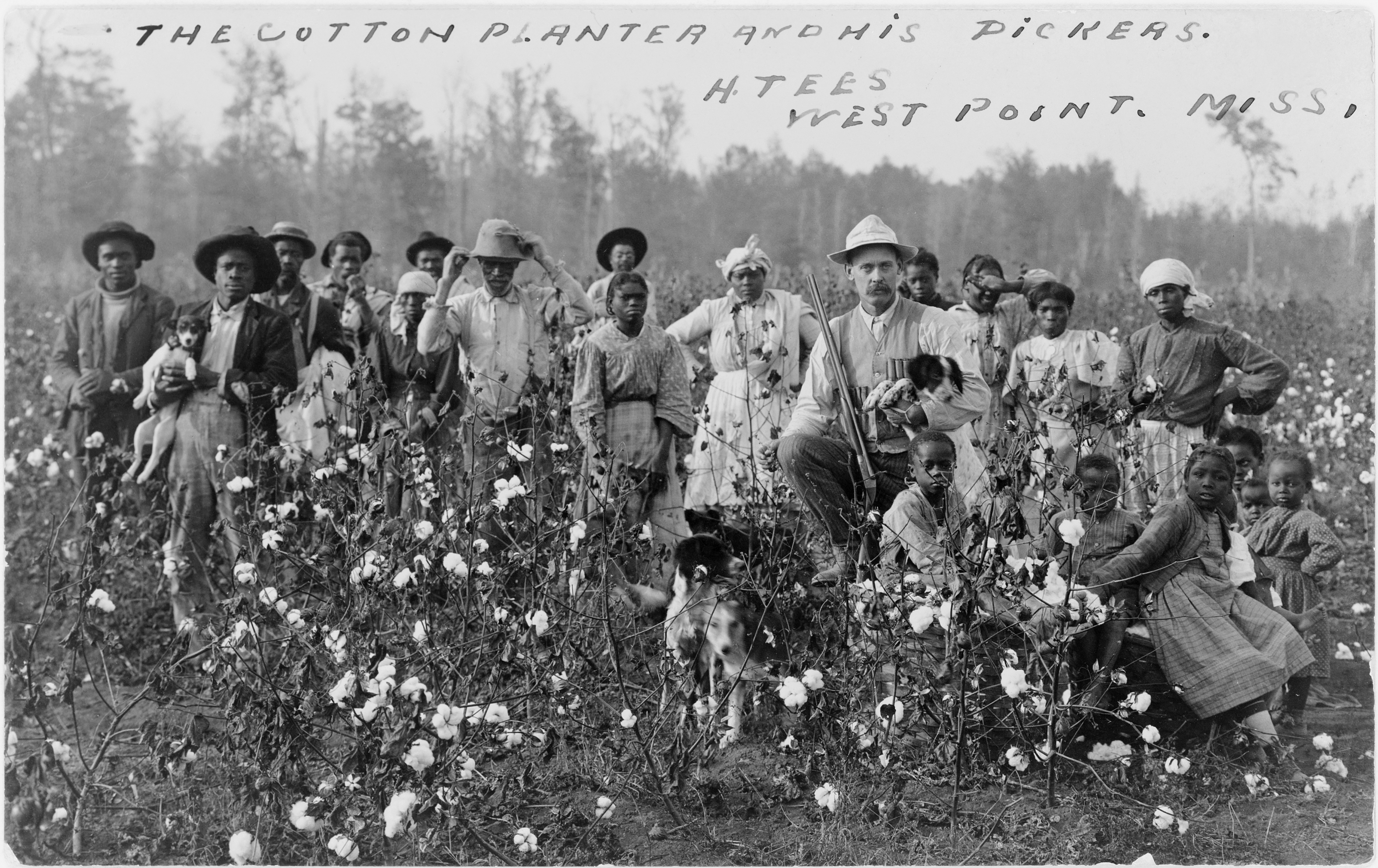
Escena rural tradicional en una plantación de algodón en Misisipi, 1908.

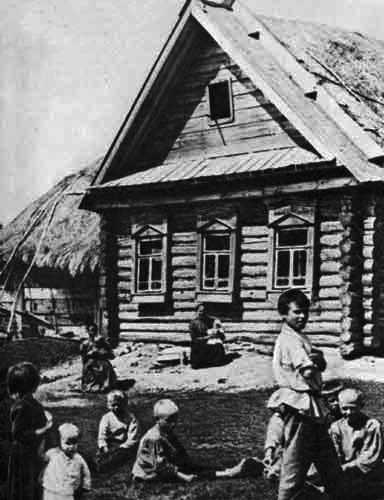
Escena rural tradicional en una aldea rusa cerca de Arjánguelsk, 1896.

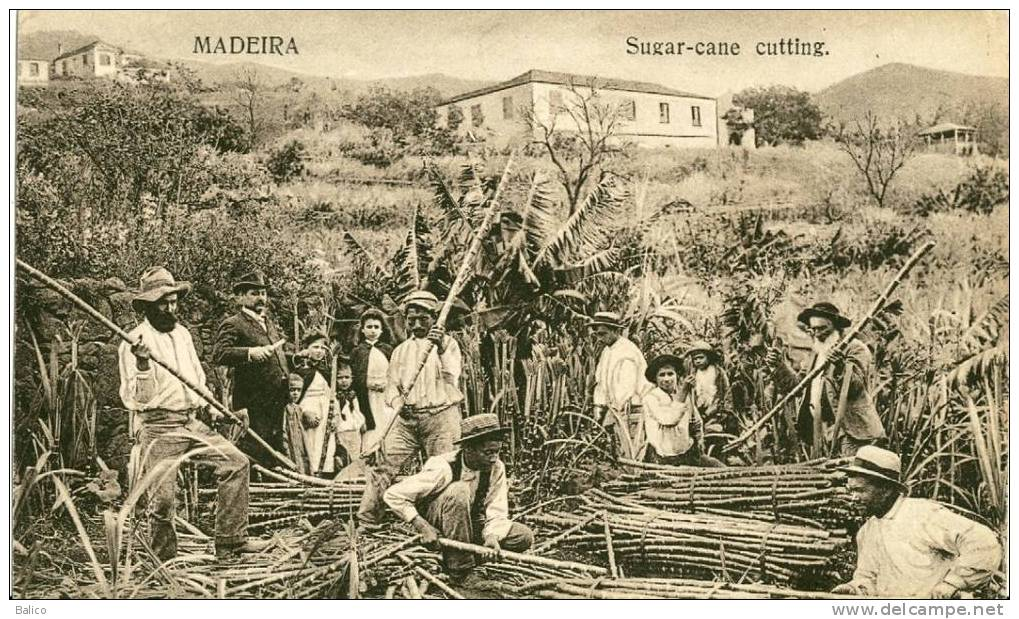
Escena rural tradicional de la zafra (cosecha de la caña de azúcar) en Madeira.

Los términos medio rural, paisaje rural, zona rural y otros más aluden a conceptos que identifican al espacio geográfico del campo, visto o calificado como opuesto a lo urbano (lo relativo al pueblo por oposición a la ciudad). Es estudiado por la geografía rural.
Una comunidad es rural cuando por su oferta de recursos naturales, sus habitantes logran desarrollar un sentido de pertenencia al territorio tal que se disponen a construir una sociedad sobre la base de dichos recursos.
Es equivalente a los usos habituales de los términos "campo" y "agro". No debe confundirse lo agrario con lo agrícola, pues mientras lo primero incluye la totalidad de lo rural, lo segundo se limita a la agricultura (sin incluir la ganadería u otras actividades rurales). A veces se utiliza el término "agropecuario".
El concepto de lo rural se aplica, en distintas escalas, al territorio de una región o de una localidad cuyos usos económicos son las actividades agropecuarias, agroindustriales, extractivas, de silvicultura y de conservación ambiental. Dependiendo de cada legislación, hay figuras jurídicas que lo protegen o delimitan (como área no urbanizada o no urbanizable, diferenciada de las áreas urbanas o de expansión urbana), especialmente para la limitación del crecimiento urbano.
El paisaje rural incluye también las zonas dedicadas a otros usos (residenciales, industriales, de transporte o de servicios) en los municipios clasificados previamente como rurales (atendiendo a criterios numéricos de población —en España núcleos de menos de 10 000 habitantes[cita requerida], en otros países más o menos— o funcionales —que el sector económico predominante sea el primario—). Suele entonces distinguirse, frente al de paisaje rural (más inclusivo) el concepto de paisaje agrario (limitado a los usos propiamente agropecuarios, agroindustriales, extractivos, de silvicultura y de conservación ambiental), aunque también se suele incluir como elemento del paisaje agrario el hábitat rural tradicional, sobre todo cuando es disperso. El paisaje rural presenta una gran diversidad, que parte de sus muy diferentes aspectos físicas (geomorfología, clima) y de su ocupación humana (factores históricos, jurídicos, económicos, etc.) Elementos característicos del paisaje rural son el ganado y los cultivos, así como las distintas instalaciones y equipamientos utilizados en cada forma de cultivo (secano o regadío, ganadería y agricultura intensiva o extensiva, de subsistencia o de mercado, monocultivo o policultivo); y especialmente las parcelas, que se clasifican por su tamaño (no necesariamente coincidente con los términos latifundio y minifundio, indicadores de la concentración de la propiedad), forma y características (campos abiertos -openfield, rang, township- y campos cerrados -bocage-, etc.)

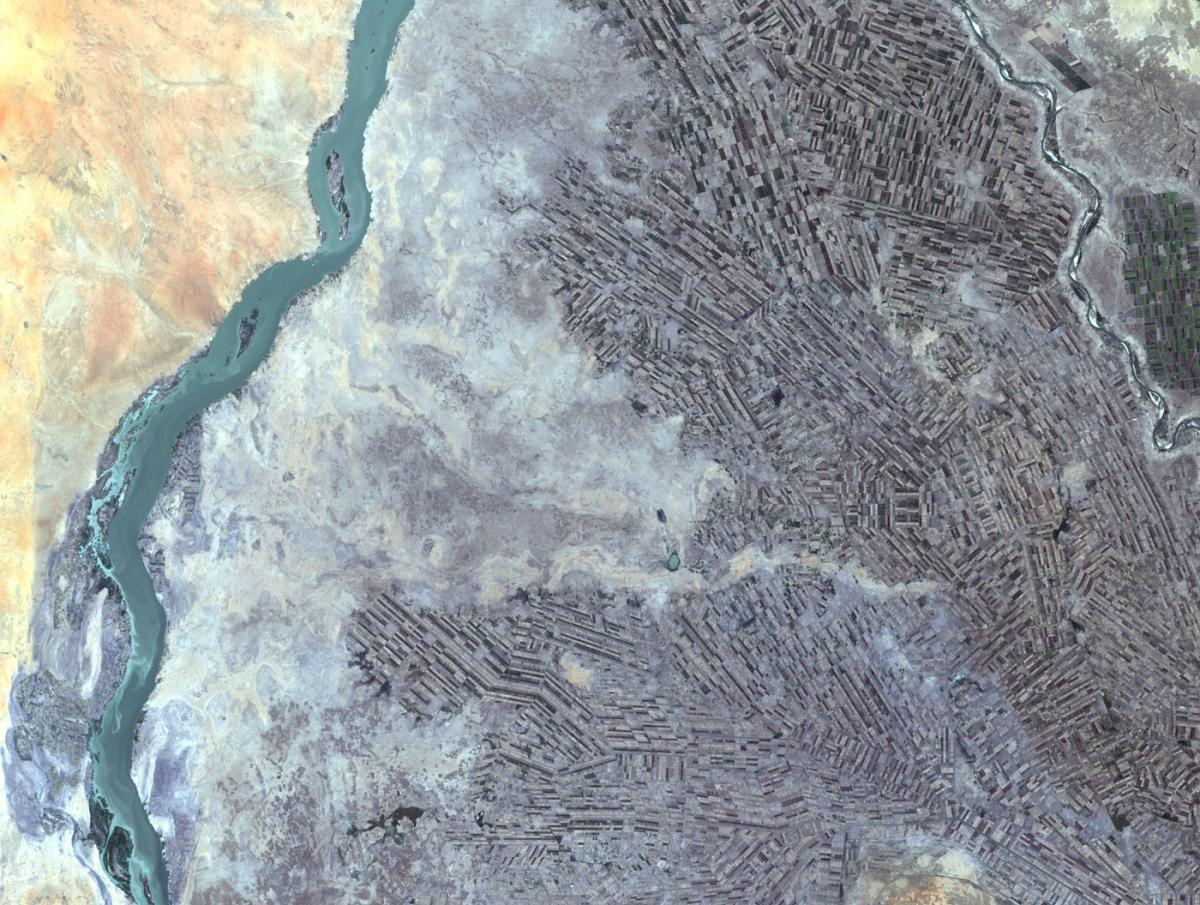
Imagen de satélite de una gran extensión de parcelas rectangulares dedicadas al cultivo de algodón, entre el Nilo Blanco y el Nilo Azul, en Sudán.
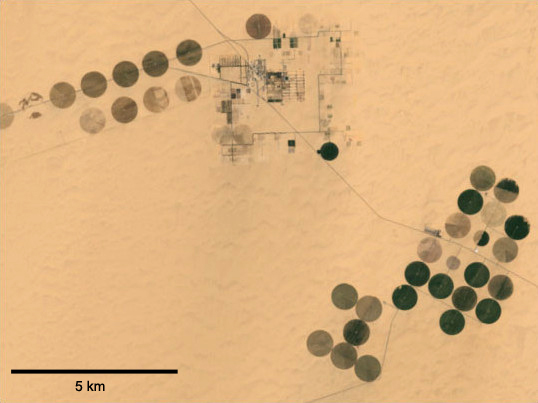
Imagen de satélite de grandes parcelas circulares irrigadas con dispositivos móviles de riego por aspersión, en el Sáhara egipcio.
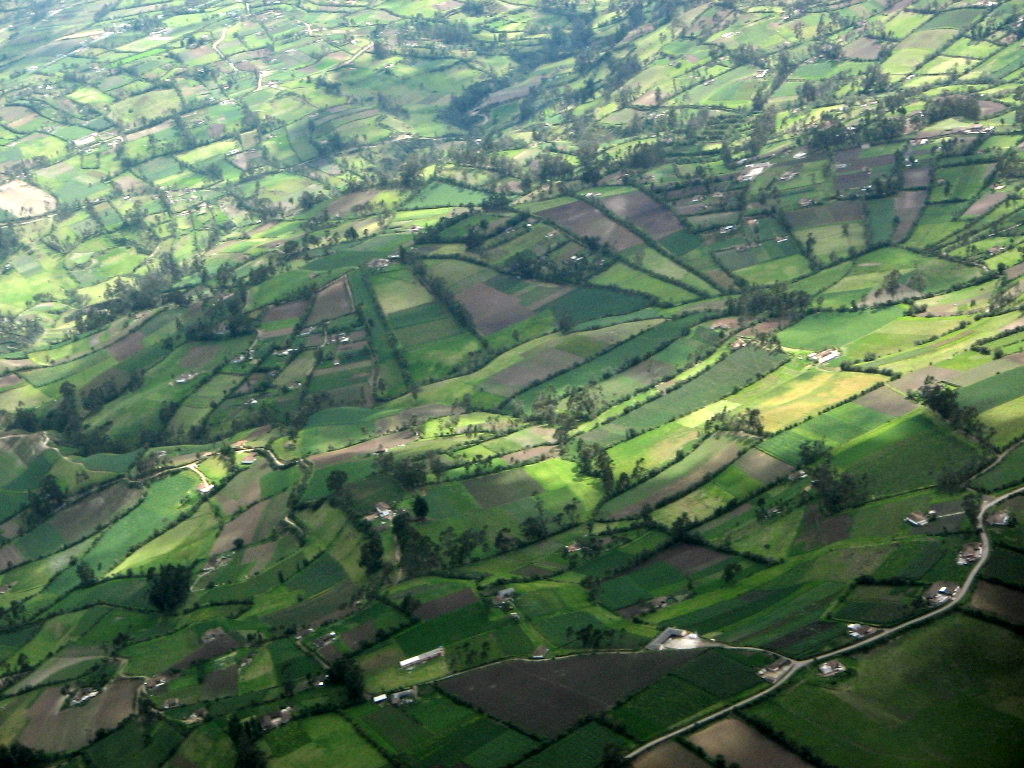
Foto aérea de una zona de pequeñas parcelas de formas irregulares delimitadas con setos, en el Nudo de los Pastos colombiano.

La definición de "espacio" o "medio rural" es necesariamente tan ambigua como la del espacio urbano, dado que los criterios de determinación de qué sea un núcleo de población rural frente a uno urbano no son uniformes: los criterios cuantitativos (número de habitantes) son distintos en cada país o región, mientras que los criterios cualitativos (funciones o indicadores socioeconómicos) están afectados por distintas distorsiones, especialmente las producidas por la globalización, que ha homogeneizado y terciarizado las formas de vida en todo el mundo, afectando también al espacio rural; en cuyas actividades propias se han centrado especialmente muchos de los avances científicos, genéticos y técnicos llevados a cabo desde mediados del siglo XX en la llamada revolución verde. Además, frente al éxodo rural tradicional (emigración del campo a la ciudad) en las últimas décadas también se ha llevado a cabo el denominado "éxodo urbano" o "neo-ruralización" propio de las sociedades postindustriales que ha llevado de la ciudad al campo a un significativo número de personas, bien transitoriamente o bien de modo definitivo, por distintas razones: ocio y descanso, iniciativas de repoblación rural, teletrabajo, turismo rural, etc.

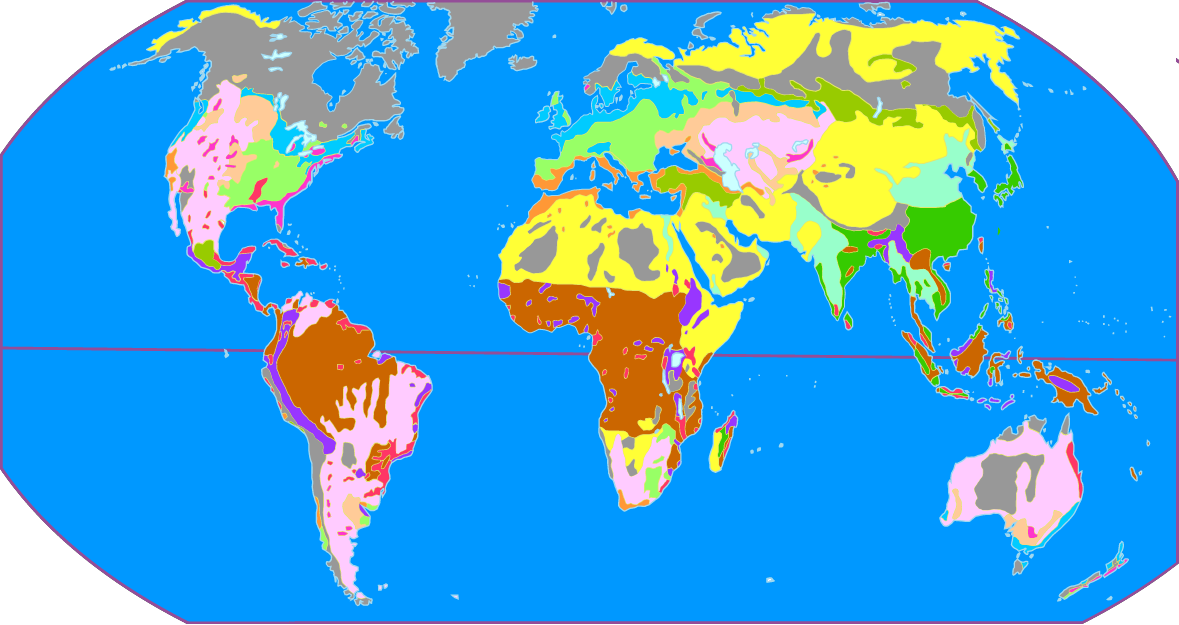

Distribución mundial de los paisajes agrarios propuestos por Derwent Stainthorpe Whittlesey:

■ Amarillo: ganadería nómada -Sáhara, Gobi, zonas árticas-

■ Rosa suave y marrón suave: ganadería extensiva de mercado y ranchos estabulados -zonas de bajas precipitaciones del oeste de América del Norte, América del Sur (Venezuela, Argentina, gran parte de Brasil), África meridional, Asia Central o Australia-

■ Marrón intenso: agricultura de rozas o tala y quema -en zonas tropicales como Amazonia, Centro de África, Indonesia-

■ Morado: agricultura sedentaria tradicional de zonas tropicales -Etiopía, Grandes Lagos de África, Senegal, zonas de los Andes y Mesoamérica, zonas de Birmania, de Filipinas, interior de Nueva Guinea-

■ Verde intenso: agricultura intensiva de subsistencia con ricicultura dominante -en el Sureste asiático-

■ Verde suave: agricultura intensiva de subsistencia sin ricicultura dominante -en zonas de menor pluviosidad de Asia (China septentrional, India occidental, Mesopotamia), Valle del Nilo y zonas de África meridional-

■ Rojo: agricultura de plantación -monocultivos comerciales tropicales como el café, la caña de azúcar, el cacao, el caucho-

■ Naranja: agricultura mediterránea -sur de Europa, Magreb, Levante mediterráneo, zonas de California, Chile y Sudáfrica-

■ Verde intermedio 1: agricultura extensiva cerealista de mercado -en los grain belt y corn belt de Estados Unidos, la condición extensiva o intensiva de la explotación es muy variable, pero en todo caso se orientan al mercado; la propia división regional de belts o "cinturones" es un concepto discutido-

■ Verde intermedio 2: ganadería y agricultura cerealista intensivas de mercado -gran llanura europea-

■ Verde intermedio 3: ganadería y agricultura de subsistencia en latitudes medias, sometida a fuertes transformaciones recientes que las orientan a producir para el mercado -interior de Turquía y otras zonas del Oriente próximo, zonas de la antigua Unión Soviética, zonas de México-

■ Azul: ganadería lechera -zonas del norte de Europa, zonas entre Canadá y los Estados Unidos denominadas dairy belt-

■ Rosa intenso: horticultura especializada -zonas del sur y este de Estados Unidos, al sur denominadas cotton belt por la dominancia del algodón-

■ Gris: zonas improductivas

Véase otras versiones simplificadas y actualizadas basadas en la división: agricultura de subsistencia (itinerante - intensiva - extensiva - ricicultura) / agricultura de mercado (de plantación - mediterránea - cerealista extensiva mecanizada - policultivo y pastos intensiva para la alimentación).

## Otras definiciones y características
Al hablar del paisaje rural, destaca el hecho de que este no sea uniforme, distinguiendo tradicionalmente en Europa, campos cerrados y campos abiertos, con variantes intermedias, fruto de condicionamientos no solo naturales sino, sobre todo, jurídicos e históricos.
Aunque tradicionalmente estas áreas hayan sido primariamente utilizadas para la agricultura o ganadería, actualmente grandes superficies pueden estar protegidas como un área de conservación del medio ambiente (flora, fauna u otros recursos naturales), tierras indígenas, reservas extractivistas y tener otra importancia económica, por ejemplo, a través del turismo rural o ecoturismo.

## Ordenamiento del territorio en América Latina y el Caribe.
Para delimitar el área rural cada país en América Latina y el Caribe utilizan criterios particulares, como por ejemplo: (i) cantidad de habitantes, (ii) tamaño del asentamiento poblacional, (iii) disponibilidad de servicios básicos, (iv) población económicamente activa. Si bien no existe un único criterio para definir las áreas rurales, sin embargo es muy común considerar definiciones excluyentes entre el concepto de territorio urbano y el rural, no considerando áreas intermedias. En pocos casos, como en Colombia, la legislación de ordenamiento territorial considera el concepto de área de expansión urbana, refiriéndose a zonas que siendo rurales, por estar muy próximas del límite de la zona urbana, puede, previsiblemente cambiar de uso del suelo hacia actividades características del ámbito urbano.
La necesidad de establecer criterios objetivos para definir áreas rurales y urbanas, ha llevado a establecer algunos parámetros que permiten aclarar estos conceptos, necesarios para la formulación de políticas públicas y la asignación de recursos públicos. En este sentido, puede considerarse una caracterización cualitativa, teniendo en cuenta aspectos jurídicos, administrativos y las actividades económicas desarrolladas en el área; y una caracterización cuantitativa, considerando la distribución espacial y la densidad de la población.
Por lo demás, hay que considerar que la organización del espacio, en particular entre las comunidades de las poblaciones naturales de las regiones rurales, responde a sus particulares cosmovisiones.

### Caracterización cualitativa
Aspectos jurídicos administrativos. Los instrumentos que tratan el tema van desde la constitución política, hasta leyes y políticas públicas que procuran enmarcar el concepto de ruralidad. Por ejemplo:
- México: La Ley General de Población (enero de 1974) crea el Consejo Nacional de Planeación, la ley no establece una definición formal de zona rural, sin embargo en los últimos censos nacionales se ha adoptado el criterio de considerar como urbanas las poblaciones con más de 2,500 habitantes.

- Perú: La Ley Orgánica de Municipalidades (mayo de 2003) define como municipalidades rurales aquellas en las que la población urbana no supera el 50% del total de la población del municipio.
- Colombia: El Departamento Nacional de Planeación (DNP) entiende por zona rural el espacio territorial comprendido entre el límite de la cabecera municipal y el límite del municipio.

- Brasil, Panamá, Paraguay y Uruguay, definen cualitativamente las zonas rurales por exclusión; se consideran rurales aquellas zonas que no presentan los parámetros para ser considerada como urbana, o la que no es ciudad o villa.

- Cuba, Nicaragua, Honduras, y Venezuela, definen las zonas rurales y urbanas sobre la base de la densidad o al número de personas que habitan un determinado territorio.

Actividades desarrolladas en la zona. En las zonas rurales predominan las actividades primarias, como: el cultivo, pesca, minería, extracción forestal, y demás actividades agropecuarias.

### Caracterización cuantitativa
En los países de América Latina y en el Caribe, el número de habitantes que residen en una determinada zona es el método más utilizado para diferenciar el espacio urbano del espacio rural.  La mayoría de los países consideran que el límite para considerar que un área es urbana es el de contar por lo menos con 2000 habitantes. Poblados menores se considerarían rurales.
Las zonas rurales a su vez se pueden catalogar en dos grandes grupos: zona rural dispersa; y zona rural nucleada.
La zona rural dispersa a su vez puede ser:
- De muy baja densidad poblacional – (menos de 15 habitantes por km²)
- De baja densidad poblacional (entre 15 y 30 habitantes por km²)

La zona rural nucleada puede ser:
- De regular densidad poblacional (entre 30 y 60 habitantes por km²)
- De alta densidad poblacional (más de 60 habitantes por km²)

La precisión de la palabra desarrollar nos lleva a pensar en la acción para el desarrollo, la cual requiere de fuerzas internas y externas a los individuos; existen también factores de empuje y atracción para entrar en un proceso de desarrollo. En este punto abrimos la discusión sobre el desarrollo, no como concepto monolítico, sino como un conjunto de ideas teóricas y filosóficas dinámicas sobre las distintas formas de progresar, crecer o acrecentar varios ámbitos de la vida social a partir de acciones concretas y significativas.

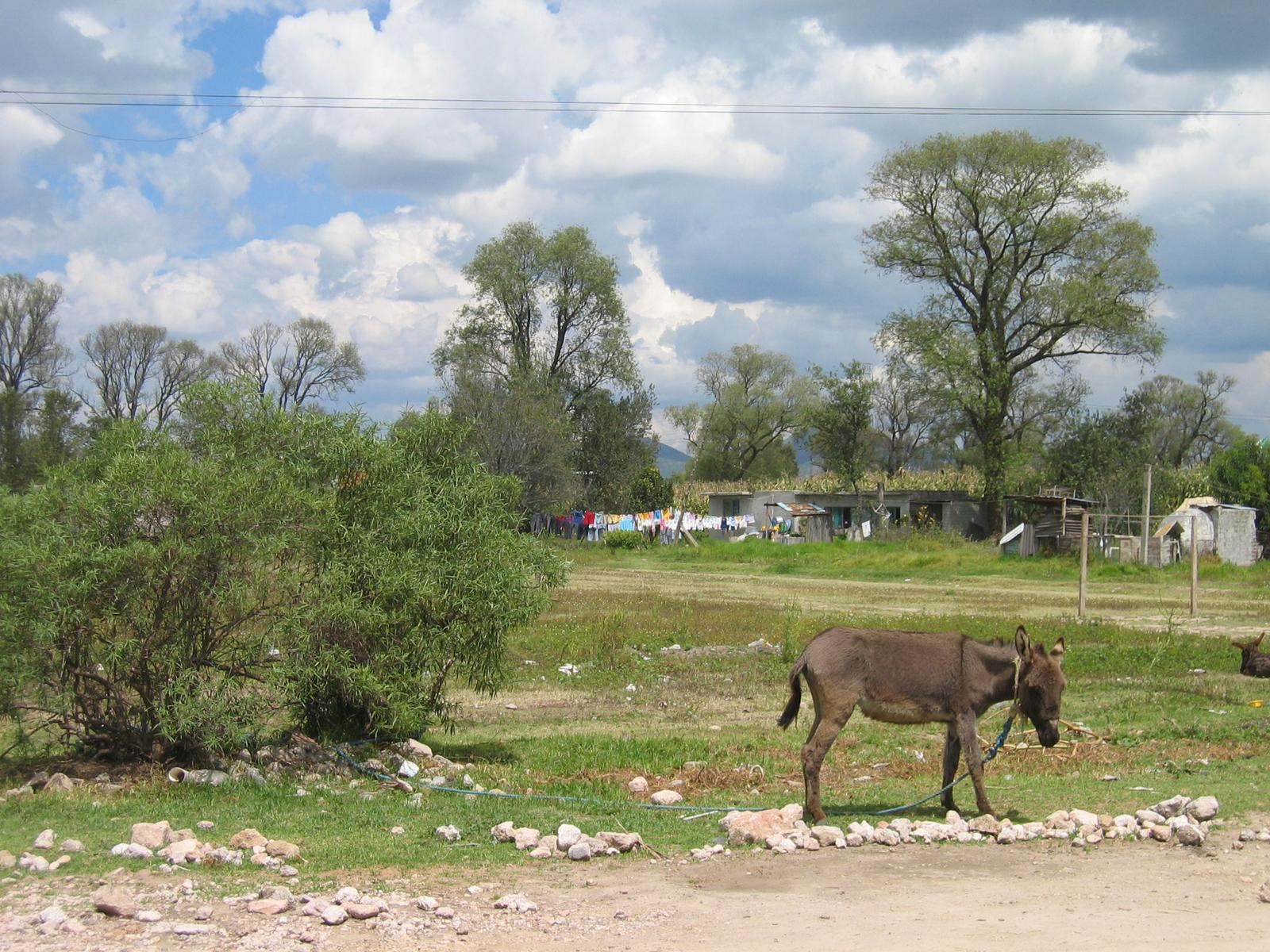
Ejido en Texcoco.
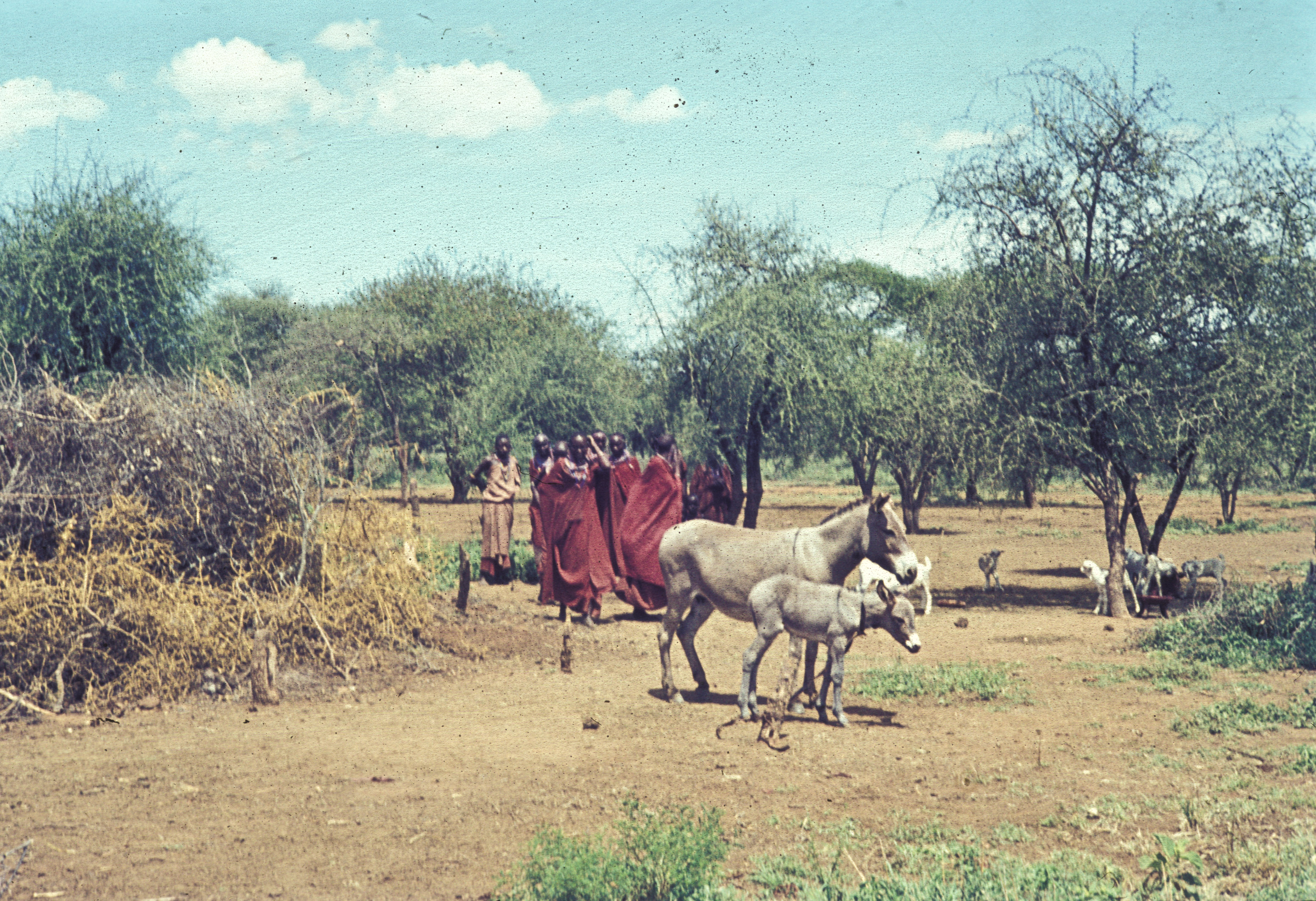
Escena rural en torno a un poblado masai.
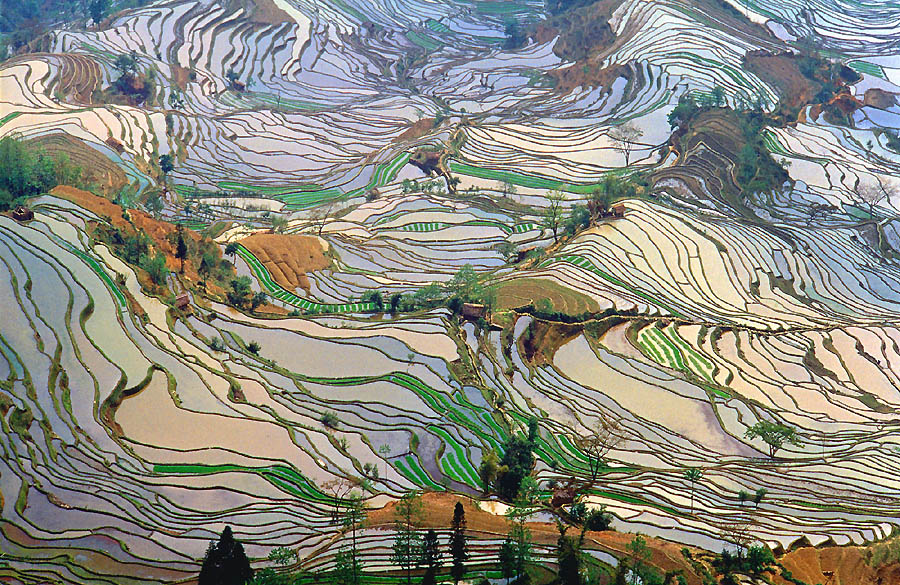
Terrazas de irrigación en Yunnan.
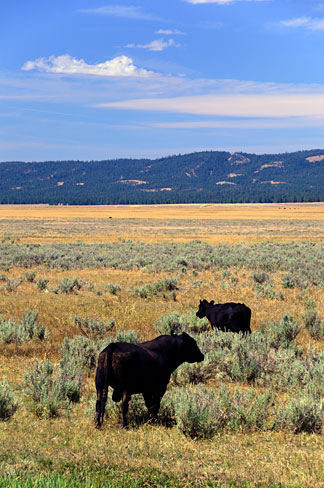
Vacas pastando en la pradera de Oregón.

## Ordenamiento del territorio en la España rural
Si se establece el límite de medio rural en municipios con menos de 2000 habitantes, existen alrededor de 5.800 municipios en los que residirían unos 3 millones de habitantes en España. Destaca el hecho de que, en muchos casos, cada municipio incluye varias pedanías o entidades locales menores, con lo que el número de localidades rurales es mayor y por tanto el número de habitantes por localidad disminuye.
Cabe señalar las grandes diferencias en el tamaño de los asentamientos humanos en el medio rural. Como ejemplo en España, destaca —entre municipios de menos de 2000 habitantes— la diferencia entre los 327 habitantes de media por municipio en Castilla y León frente a los 864 en Andalucía (INE en 2006. Nota: no cuenta pedanías, por lo que contando núcleos de población las cifras variarían aumentando las diferencias, puesto que Castilla y León tiene más pedanías por municipio que Andalucía).